# 德拉維尼亞河

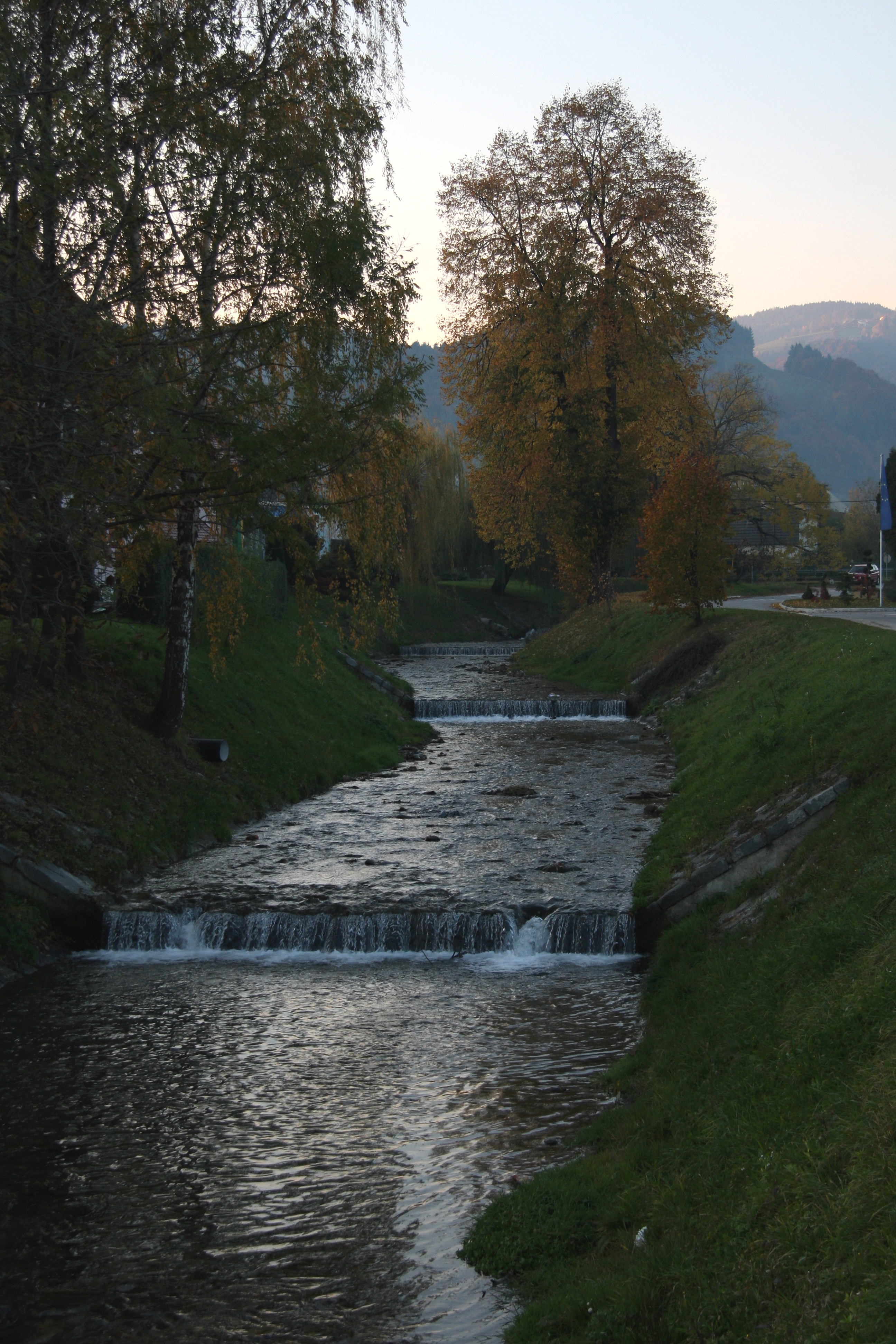

德拉維尼亞河是斯洛文尼亞的河流，河道全長73公里，河水主要來自雨水和融雪，最終在普圖伊東南8公里注入德拉瓦河，該河受到工業廢料和污水所污染。
46°22′N 15°56′E / 46.367°N 15.933°E